# Majinović
Majinović (izvirno srbsko Мајиновић) je naselje v Srbiji, ki upravno spada pod Mesto Valjevo; slednja pa je del Kolubarskega upravnega okraja.

## Demografija
V naselju živi 149 polnoletnih prebivalcev, pri čemer je njihova povprečna starost 53,6 let (50,2 pri moških in 57,2 pri ženskah). Naselje ima 61 gospodinjstev, pri čemer je povprečno število članov na gospodinjstvo 2,67.
To naselje je popolnoma srbsko (glede na rezultate popisa iz leta 2002), a v času zadnjih treh popisov je opazno zmanjšanje števila prebivalcev.
|  |

| Demografija | Demografija     | Demografija     |
| Leto        | Št. prebivalcev | Št. prebivalcev |
| ----------- | --------------- | --------------- |
|             |                 |                 |
|             |                 |                 |
|             |                 |                 |
|             |                 |                 |
| 1948        | 423             |                 |
| 1953        | 417             |                 |
| 1961        | 372             |                 |
| 1971        | 322             |                 |
| 1981        | 269             |                 |
| 1991        | 212             | 211             |
| 2002        | 163             | 163             |
|             |                 |                 |

| Etnična sestava po popisu iz leta 2002 | Etnična sestava po popisu iz leta 2002 | Etnična sestava po popisu iz leta 2002 | Etnična sestava po popisu iz leta 2002 | Etnična sestava po popisu iz leta 2002 |
| -------------------------------------- | -------------------------------------- | -------------------------------------- | -------------------------------------- | -------------------------------------- |
| Srbi                                   | Srbi                                   |                                        | 163                                    | 100,0%                                 |
| Neznano                                | Neznano                                |                                        | 0                                      | 0,0%                                   |